# Byens Symfoni
Byens Symfoni er et amatørsymfoniorkester med basis i Storkøbenhavn. Orkestret er stiftet i 1925 som Studentermusikforeningens Orkester. Navnet blev ændret i 2012 bl.a. fordi orkestret længe havde optaget medlemmer med alle mulige baggrunde.

## Historie
Egentlig opstod orkestret på baggrund af et skoleorkester, der i 1922 var oprettet på Ordrup Gymnasium. Medlemmer derfra spillede videre i et ensemble de kaldte Collegium musicum. I 1924 dannedes Studentermusikforeningen, der havde som formål at skaffe studerende ved Københavns Universitet musikalske oplevelser. D. 29. april 1925 afholdt foreningen sin første koncert med deltagelse af bl.a. dette Collegium musicum, som derefter kaldte sig Studentermusikforeningens orkester.
I de første år spillede man under ledelse af bl.a. Johan Hye Knudsen, Kai Aage Bruun, Mogens Wøldike og Jens Schrøder. Senere har også Lavard Friisholm, Gerhard Schepelern og Peter Ernst Lassen været tilknyttet som dirigent.

## I dag
Ensemblet består i øjeblikket af ca. 30-40 aktive medlemmer. Det arbejder årligt i 2-3 perioder, der hver afsluttes med en til to koncerter. Orkestret har ikke fast dirigent, men engagerer skiftende dirigenter for hver periode, ligesom det ofte arbejder sammen med professionelle solister. I de senere år (op til 2017) drejer det sig f.eks. om dirigenterne Henrik Goldschmidt, Kristoffer Kaas, Kaisa Roose, Frans Rasmussen og Jørgen Fuglebæk og om solister som Jakob Kullberg, Andrea Pelligrini og Niklas Walentin.
Repertoiret har gennem tiden omfattet kendte større og mindre værker fra 17- 18- og 1900-tallet, men af og til helt nye værker.